# 國立屏東大學民生校區
國立屏東大學民生校區位於屏東縣屏東市民生路4-18號，是國立屏東大學校本部，也是原國立屏東教育大學校本部，佔地約14.51公頃。1989年因臺灣省立屏東師範學院行政中心及大部分學系自林森校區遷移至該校區（今國立屏東科技大學舊址）而成為臺灣省立屏東師範學院的校本部。2014年8月1日，該校與國立屏東商業技術學院合併為國立屏東大學。

## 校區沿革
1989年，「臺灣省立屏東師範學院」，啟用國立屏東農業專科學校（今國立屏東科技大學）舊址為「民生校區」校本部。1991年，改隸中央，改名為國立屏東師範學院。2005年，改名國立屏東教育大學。
2014年8月1日，與國立屏東商業技術學院合併為國立屏東大學，為民生校區校本部，設有教育、人文社會、資訊等三個學院。

## 外部連結
- 國立屏東大學（页面存档备份，存于）